# 霍利温泉国家森林
霍利温泉国家森林（英語：Holly Springs National Forest）由美国国家森林局于1936年6月15日设立。森林巡逻站的巡逻范围有155,661英畝（243.2平方英里），当中也有530,000英畝（828.1平方英里）的私人财产。